# Stefan Rühling
Stefan Rühling (* 2. November 1958) ist ein deutscher Medienmanager. Von April 2008 bis Januar 2017 war er Vorsitzender der Geschäftsführung der Fachmediengruppe Vogel Business Media.

## Leben
Rühling studierte an der Ludwig-Maximilians-Universität München, der Universität Montpellier und der Hochschule Speyer Rechtswissenschaften. Im Anschluss an das 2. Juristische Staatsexamen war er in verschiedenen geschäftsführenden Positionen im In- und Ausland tätig, zunächst bei Bertelsmann, dann bei Springer Science+Business Media. Dort war er CEO der international aufgestellten B2B-Division Baufachinformationen und Mitglied des Vorstands. Nach dem Verkauf dieses Bereichs  an den Finanzinvestor GMT Communications Partners im Jahr 2007 verließ er das Unternehmen. Am 1. April 2008 übernahm er bei Vogel Business Media den Vorsitz der Geschäftsführung und die Geschäftsführung des Bereichs Industriemedien.
Darüber hinaus war Rühling Sprecher des Verbandes Deutsche Fachpresse (ab Juni 2012, Wiederwahl im Juni 2015, Ablösung 2018). Er ist einer der vier Vizepräsidenten des VDZ (Verband Deutscher Zeitschriftenverleger) (gewählt im Juni 2012), einer der zwei stellvertretenden Vorstände des Verbands der Zeitschriftenverlage Bayern (gewählt im Mai 2012) und Präsidiumsmitglied beim Zentralverband der Deutschen Werbewirtschaft (gewählt im Mai 2010).